# 뱅고어 (웨일스)

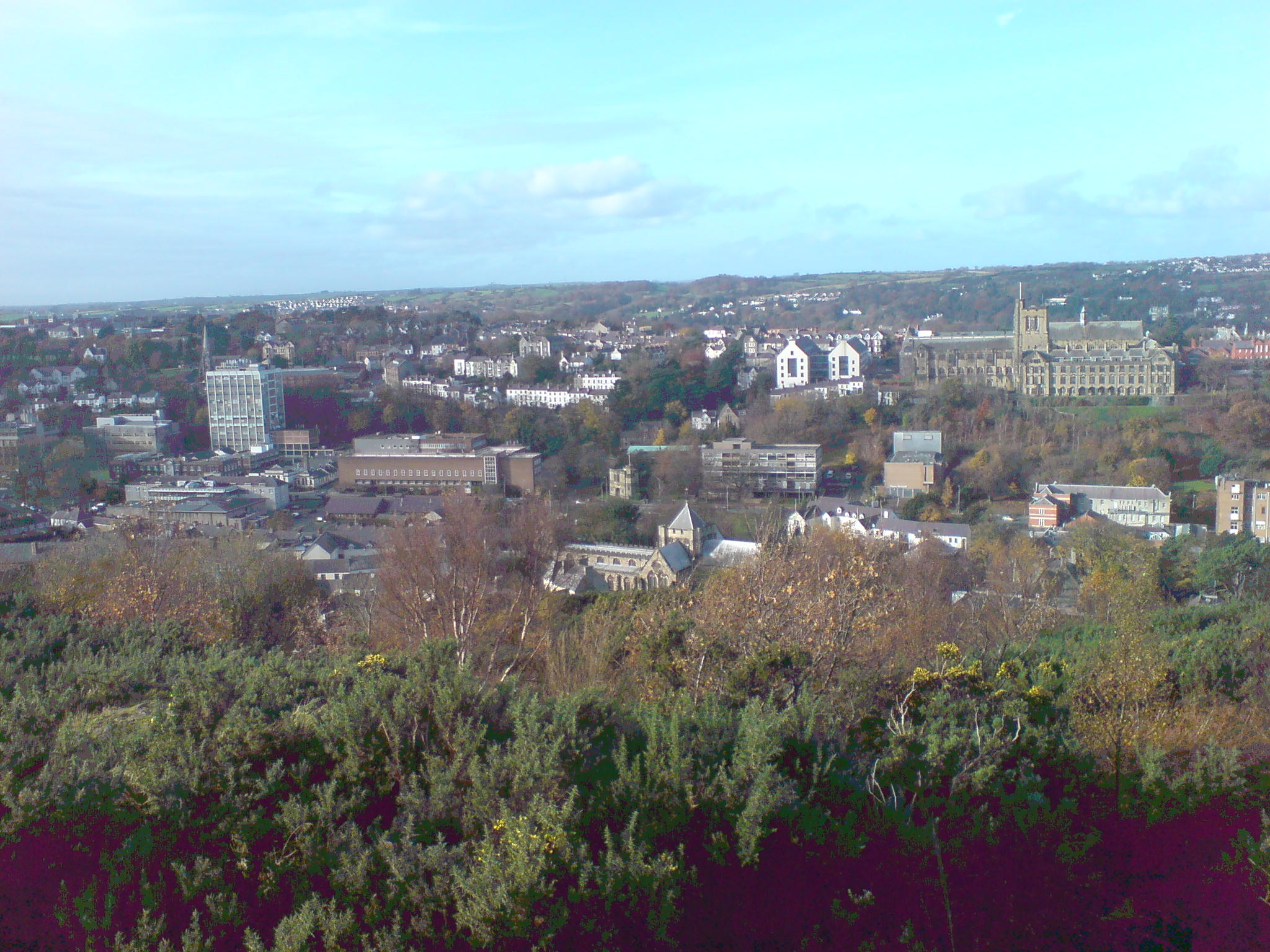
뱅고어

뱅고어(영어: Bangor, 웨일스어: Bangor 반고르 [ˈbaŋɡɔr])는 영국 웨일스 북서부 귀네드의 도시이며 그레이트브리튼섬에서 가장 소규모 도시에 속한다.
2011년 조사에 따르면, 뱅고어 대학교의 학생 약 1만 명을 제외하면 총 인구는 17,575명이다. 인구의 측면에서 뱅고어의 규모는 웨일스에서 36번째에 불과하지만, 웨일스에 있는 단 6개의 도시 중 하나로 분류된다.
2001년 조사에 따르면 학생을 제외한 주민의 46.6%가 웨일스어를 말할 수 있다고 응답했으며 이는 귀네드 기준으로는 낮은 수치이지만, 뱅고어는 웨일스어를 쉽게 접할 수 있는 도시로서 잘 알려져 있다.

## 스포츠
웨일스의 축구팀인 뱅고어 시티 FC가 이곳을 연고지로 한다.